# Pfarrkirche Leoben-Göss

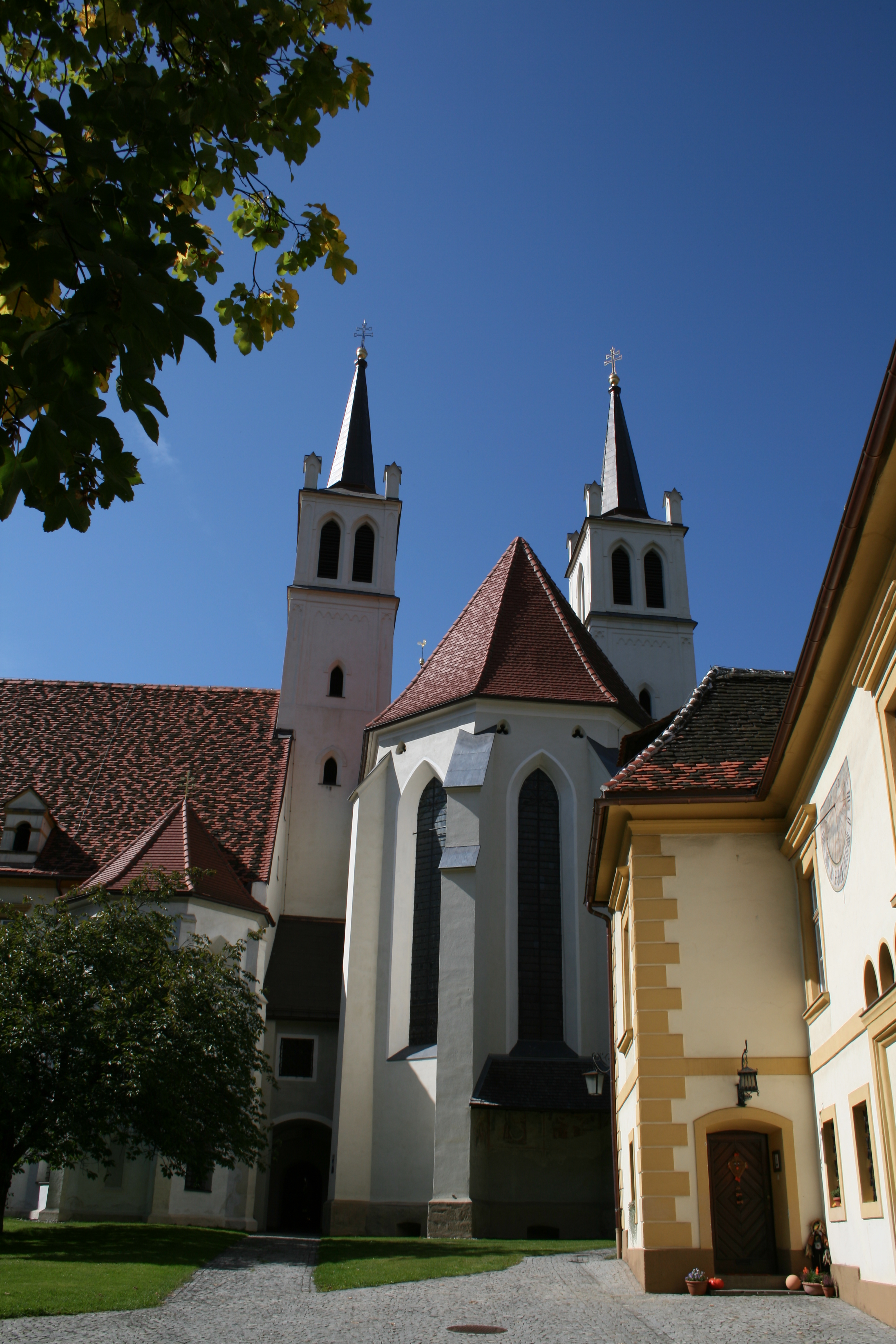
Katholische Pfarrkirche hl. Andreas in Leoben-Göss

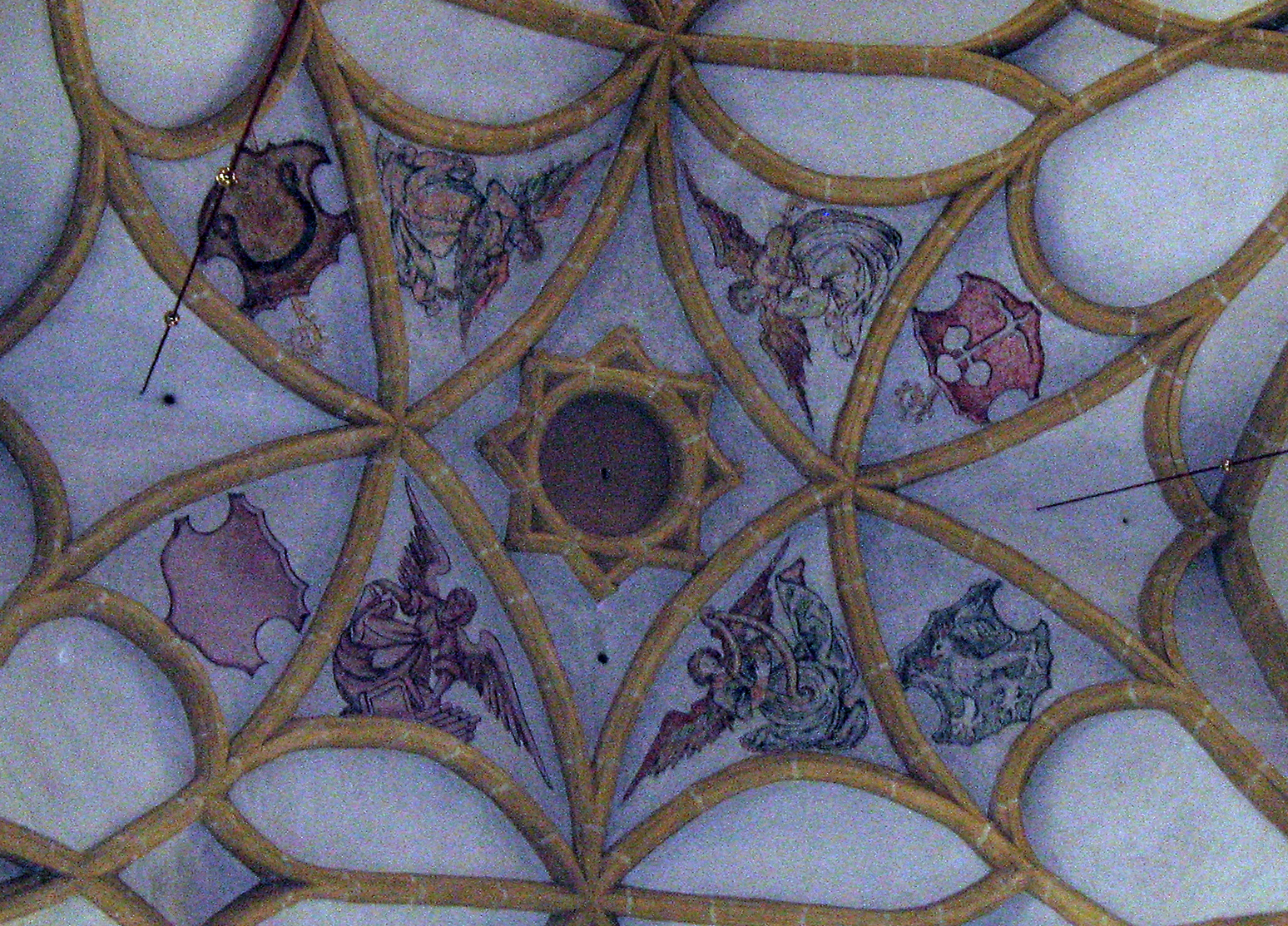
Gewölbemalerei beim Heiliggeistloch mit Engeln, Steirisches Wappen, Wappen des Stiftes und Wappen der Äbtissin Margaretha von Mindorf

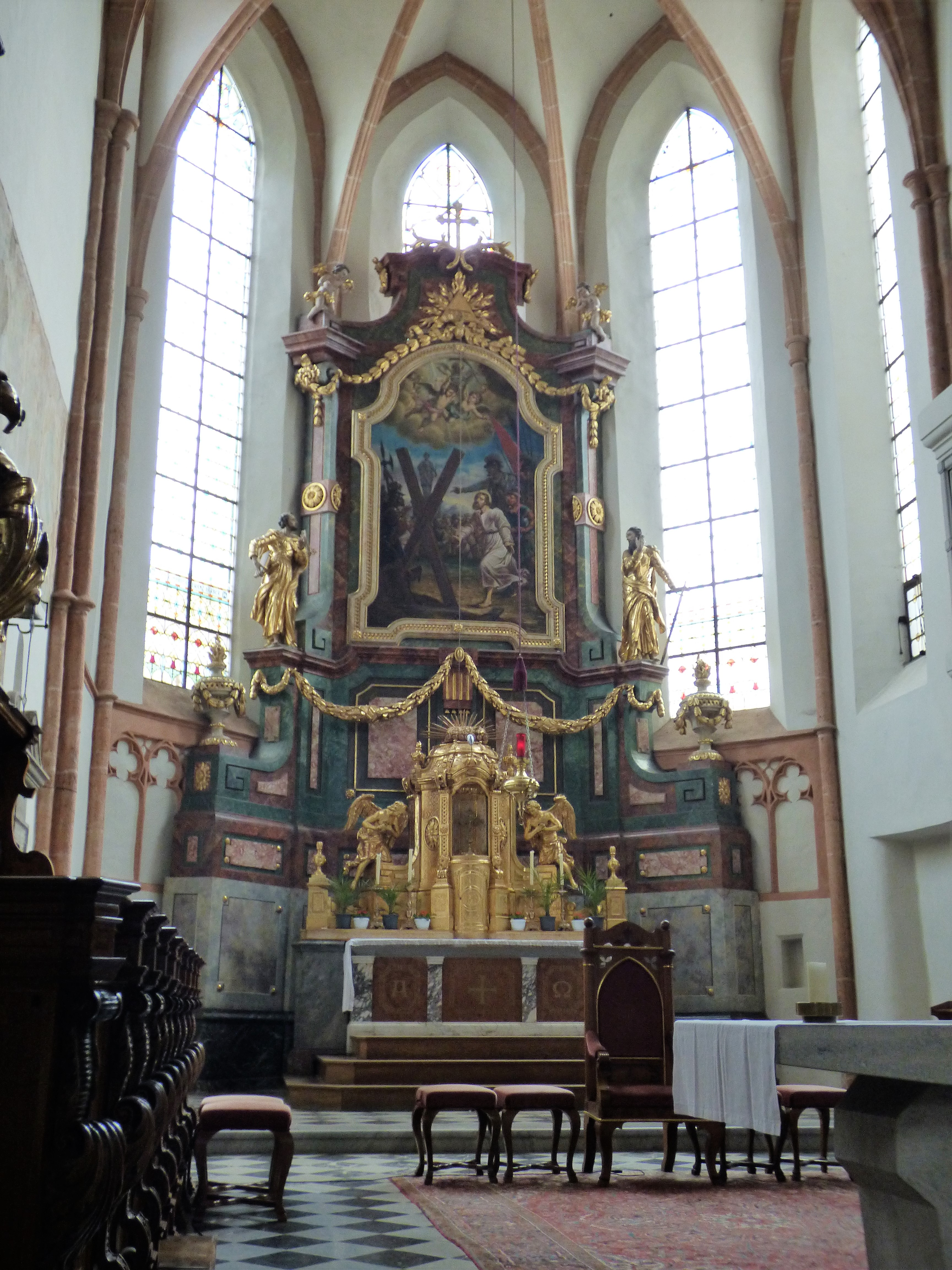
Der Hochaltar im Chor

Die Pfarrkirche Leoben-Göss steht im Stadtteil Göss in der Stadtgemeinde Leoben im Bezirk Leoben in der Steiermark. Die ehemalige Stiftskirche Göss hl. Maria und hl. Margaretha von Stift Göss wurde nach der Abtragung der ehemaligen Pfarrkirche hl. Andreas zur Pfarrkirche hl. Andreas zugehörig dem Dekanat Leoben in der Diözese Graz-Seckau. Die Kirche steht unter Denkmalschutz (Listeneintrag).

## Geschichte
Der ursprüngliche Kirchenbau war eine frühromanische dreischiffige Basilika mit einem Chorquadrat flankiert von zwei Türmen. Unter der halbrunden Apsis besteht eine Umgangskrypta. Die Kirche erlitt im 12. Jahrhundert und im Jahr 1336 Brände. 1338 stand ein gotischer Chor im Bau. Um 1510 bis 1522 wurde unter der Äbtissin Margaretha von Mindorf (1514–1523) das bestehende Langhaus spätgotisch erneuert und umgestaltet, als Baumeister wurde Christoph Leubmer, 1516 im Admonter Hüttenbuch eingetragen, angenommen.

## Architektur
Der Kirchenbau zeigt außen abgetreppte Strebepfeiler und Spitzbogenfenster ohne Maßwerk. In den Chorwinkeln stehen die beiden Türme in den unteren Geschoßen romanisch und 1868 neugotisch erhöht mit achtseitigen Spitzhelmen.
Das Langhaus ist eine dreischiffige sechsjochige Stufenhalle mit einem stark erhöhten weiten Mittelschiff, schmalen Seitenschiffen mit nur halben zum Mittelschiff aufsteigenden Gewölben. Das Gewölbe im Mittelschiff ist durch reiche Konfigurationen von Schlingrippen geprägt, die Seitenschiffe zeigen Netzrippen. Die Gewölbe ruhen auf kräftigen Pfeilern mit sternförmigem Grundriss (Achtstrahlstern), wobei das östliche Pfeilerpaar gegenläufig gedreht ist, wodurch ein dynamischer Raumeindruck entsteht. Die Kapitelle zeigen teils ein Laub-Ornament und stilisierte Tierfiguren. In den Seitenschiffen ruht das Gewölbe auf Runddiensten auf gekehlten Wandvorlagen. Das bemerkenswerte Südportal ist rundbogig in eine große reich verstäbte rechteckige Portalfläche gestellt und zeigt eine Nähe zum Portal der Pfarrkirche Aflenz. Innen im Ostjoch des Langhauses gibt es zwei weitere rechteckige Portale, das einfach verstäbte Portal im Norden führte ursprünglich zum Aufgang zum Lettner und heute zum Treppentürmchen, das bewegte gerautete und gedreht durchbrochen gewändete Portal im Süden ist zugemauert. Die zweijochige Westempore über alle drei Schiffe, im Mittelschiff zweiachsig, ruht auf einem reichen Schlingrippengewölbe, im Ostjoch auf drei Pfeilern, das Westjoch beinhaltet den Rest des ehemaligen Kreuzganges da das spätgotische Langhaus um ein Joch nach Westen verlängert wurde. Die Brüstungen der Empore sind barock, im Mittelschiff vorschwingend, mit reichem Stuck mit der Nennung Carolo Formentiona Stucator fecit 1715. Das hölzerne Emporengitter ist aus dem Ende des 18. Jahrhunderts. In den Gewölben des Langhauses bestehen Rankenmalereien, um das Heiliggeistloch im Mittelschiff zeigen sich Engel und Wappenschilde Steirischer Panther, Stiftswappen sowie das Wappen der Äbtissin Margaretha von Mindorf, und eine auf sie bezügliche Grabschrift mit 1523 am südlichen gedrehten Pfeiler. An der östlichen Stirnwand des Südschiffes besteht die Wandmalerei Schutzmantelmadonna und Arma Christi um 1520.
Der Übergang zum Chor bildet der spitzbogige im oberen Teil profilierte Fronbogen, im unteren Bereich war der nach 1615 abgebrochene Lettner eingestellt. Am Fronbogen finden sich die Jahresangaben 1522, 1708, 1885, 1967. Die Angabe 1521 findet sich an der Langhaussüdwand außen.
Der hochgotische zweijochige Chor mit einem Fünfachtelschluss ist zum Langhaus um sieben Stufen erhöht und hat ein Kreuzrippengewölbe mit runden Schlusssteinen. Der Übergang vom Joch zum Chorschluss ist durch Bündeldienste hervorgehoben, im Chorschluss sind schlanke Runddienste ebendort Blendarkaden mit Vierpaßmaßwerk teils vom Hochaltar verstellt. Im Chor gibt es Wandmalereien, an der Nordwand ursprünglich zwölf Darstellungen aus dem Marienleben aus der Mitte des 14. Jahrhunderts, teils erhalten, 1914 aufgedeckt, und 1917 restauriert. Außen am Chorhaupt gibt es zeitgleiche teils zerstörte Wandmalereien Schutzmantelmadonna, Anna selbdritt, Gnadenstuhl, Verkündigung Mariens, von oberitalienischer Kunst beeinflusst, 1957 restauriert.
Im Langhaus und Chor bestehen barocke Oratorien aus der zweiten Hälfte des 17. Jahrhunderts.
Unter dem Chor befindet sich eine dreischiffige Krypta, wo sich in den beiden westlichen Jochen die anfängliche dreijochige um 1000 bei der Gründung des Klosters erbaute Umgangskrypta erhalten hat. Die Krypta hat ein gratiges Kreuzgewölbe auf zwei Säulen und zwei Pfeilern, eine Säule ist wohl eine römische Spolie mit Spiralkannelur, die Joche sind durch Gurtbögen getrennt. In der Gotik wurde die Krypta nach Osten um drei Joche erweitert, dieser gotische Bereich wurde im 17. Jahrhundert baulich verändert, die Pfeiler wurden verstärkt und ein Tonnengewölbe eingebaut. Die Krypta wurde 1961/1962 restauriert.
Die Sakristei nördlich des Chores hat ein Portal mit gesprengtem Giebel mit der Jahresangabe 1641, dort gibt es eine barocke Figurengruppe Taufe Christi. Nach einer weiteren Türe um 1641 besteht ein zweijochiger Raum unter einer Stichkappentonne mit Perl- und Eierstabstuckleisten. In den Stuckfeldern zeigen Wandmalereien Marienleben, Evangelisten, Kirchenväter, Heilige, um 1655, dem Maler Johann Linck zugeschrieben. Ein Marmorlavabo ist aus der Bauzeit. Über der Sakristei befindet sich die Paramentenkammer. Etwa zeitgleich mit der Sakristei wurde außen an der Langhaussüdwand ein Gang zur Westempore angebaut, unter dem Gang bestehen tonnengewölbte Nischen.
Die zweigeschoßige Michaelskapelle steht südlich der Kirche, mit der Kirche und dem frühbarocken Stiftsgebäude baulich verbunden, nur mit dem Chorschluss außen hervortretend. Anfänglich fast freistehend war es die Kapelle des Frauenfriedhofes.